# Ann Kristin Flatlandová
Ann Kristin Flatlandová, celým jménem nepřechýleně Ann Kristin Aafedt Flatland (* 6. listopadu 1982 Oslo) je bývalá norská biatlonistka, stříbrná medailistka ze ZOH v ruské Soči a několikanásobná medailistka ze světových šampionátů. První velkou medaili získala na mistrovství světa 2007 v Antholzu-Anterselvě, kdy obsadila s ženskou štafetou třetí místo. Stříbrnou medaili získala na mistrovství světa 2010 v Chanty-Mansijsku, kde byla na programu pouze smíšená štafeta. O rok později, na mistrovství světa 2011 v Chanty-Mansijsku, obsadila se smíšenou štafetou první místo. Zlatou medaili v ženském štafetovém závodě přidala také na mistrovství světa 2013 v Novém Městě na Moravě. Norsko reprezentovala také na Zimních olympijských hrách 2010 ve Vancouveru, kde se ale medailově neprosadila. V celkovém hodnocení světového poháru dopadla nejlépe v sezóně 2010/11, kdy obsadila konečné 16. místo. V průběhu sezóny 2013/14 avizovala, že to bude její poslední sezóna a po ní ukončí závodní kariéru. Jejím posledním závodem ve sportovní kariéře byl závod s hromadným startem na dvanáct a půl kilometrů v norském lyžařském středisku Holmenkollenu, kde obsadila konečné 15. místo.

## Úspěchy

### Olympijské hry
Výsledky ze zimních olympijských her se započítávají do celkového hodnocení světového poháru.
| Soutěž             | Vytrvalostní závod | Sprint | Stíhací závod | Hromadný start | Štafeta          | Smíšená štafeta |
| ------------------ | ------------------ | ------ | ------------- | -------------- | ---------------- | --------------- |
| ZOH 2010 Vancouver | 14.                | 10.    | 8.            | 11.            | 4.               | –               |
| ZOH 2014 Soči      | 55.                | 24.    | 9.            | 23.            | Stříbrná medaile | –               |

### Mistrovství světa
Výsledky z mistrovství světa se započítávají do celkového hodnocení světového poháru.
| Soutěž                       | Vytrvalostní závod                 | Sprint                             | Stíhací závod                      | Hromadný start                     | Štafeta                            | Smíšená štafeta  |
| ---------------------------- | ---------------------------------- | ---------------------------------- | ---------------------------------- | ---------------------------------- | ---------------------------------- | ---------------- |
| MS 2005 Hochfilzen           | –                                  | 22.                                | 37.                                | –                                  | –                                  | –                |
| MS 2007 Antholz-Anterselva   | 48.                                | 5.                                 | 24.                                | 18.                                | Bronzová medaile                   | –                |
| MS 2008 Östersund            | 12.                                | 51.                                | 48.                                | 28.                                | 6.                                 | –                |
| MS 2009 Pchjongčchang        | 51.                                | 33.                                | 30.                                | –                                  | 11.                                | –                |
| MS 2010 Chanty-Mansijsk      | neprobíhalo kvůli olympijským hrám | neprobíhalo kvůli olympijským hrám | neprobíhalo kvůli olympijským hrám | neprobíhalo kvůli olympijským hrám | neprobíhalo kvůli olympijským hrám | Stříbrná medaile |
| MS 2011 Chanty-Mansijsk      | 82.                                | 34.                                | –                                  | –                                  | 5.                                 | Zlatá medaile    |
| MS 2013 Nové Město na Moravě | 44.                                | 8.                                 | 7.                                 | 24.                                | Zlatá medaile                      | –                |

### Světový pohár
Vítězství v závodech světového poháru.
| Sezóna  | Místo                      | Závod              |
| ------- | -------------------------- | ------------------ |
| 2007/08 | Pchjongčchang, Jižní Korea | Smíšená štafeta    |
| 2008/09 | Hochfilzen, Rakousko       | Štafeta (4 × 6 km) |
| 2009/10 | Kontiolahti, Finsko        | Smíšená štafeta    |
| 2010/11 | Oberhof, Německo           | Sprint (7,5 km)    |
| 2012/13 | Ruhpolding, Německo        | Štafeta (4 × 6 km) |
| 2013/14 | Östersund, Švédsko         | Sprint (7,5 km)    |